# Attestation de propriété
En France, lors du règlement d'une succession comportant des biens immobiliers, le recours à un notaire est obligatoire.
Il convient que ce dernier rédige une Attestation de Propriété (appelée également Attestation Immobilière) afin que le notaire constate que les biens qui appartenaient au défunt appartiennent désormais à ses héritiers, le transfert de propriété étant lui automatique au moment du décès du de cujus. Cet acte est publié au bureau des hypothèques dans un délai d'un mois. Si la publicité doit être opérée dans plusieurs bureaux, le délai est augmenté d'un mois pour l'ensemble des bureaux. L'attestation de propriété n'est pas nécessaire s'il est établi et publié un acte de partage dans les 10 mois du décès.
Lorsqu'une habitation a été construite sur un terrain précédemment acquis, (achat, donation partage, etc.) l'attestation de propriété de l'habitation est en fait, l'attestation de propriété du terrain établie par le notaire, accompagnée de la Déclaration d'achèvement de travaux de l'habitation.